# Koki Ikeda
Koki Ikeda (en japonés: 池田向希, Ikeda Koki, Hamamatsu, 3 de mayo de 1998) es un deportista japonés que compite en atletismo, especialista en la disciplina de marcha.
Participó en dos Juegos Olímpicos de Verano, obteniendo una medalla de plata en Tokio 2020, en la prueba de 20 km, y el séptimo lugar en París 2024, en la misma prueba. Ganó una medalla de plata en el Campeonato Mundial de Atletismo de 2022, en la misma distancia.
En febrero de 2025 fue sancionado con una suspensión de cuatro años por irregularidades en su pasaporte biológico.

## Palmarés internacional
| Juegos Olímpicos   | Juegos Olímpicos        | Juegos Olímpicos | Juegos Olímpicos |
| Año                | Lugar                   | Medalla          | Prueba           |
| ------------------ | ----------------------- | ---------------- | ---------------- |
| 2020               | Tokio (Japón)           | Medalla de plata | 20 km marcha     |
| Campeonato Mundial |                         |                  |                  |
| Año                | Lugar                   | Medalla          | Prueba           |
| 2022               | Eugene (Estados Unidos) | Medalla de plata | 20 km marcha     |